# Пјано Опидо (Авелино)
Пјано Опидо је насеље у Италији у округу Авелино, региону Кампанија.
Према процени из 2011. у насељу је живело 123 становника. Насеље се налази на надморској висини од 545 м.